# バードフード
バードフードとは鳥専用のペットフードのこと、主にインコ、オウム類のフードのことをさす。
ペレット状に加工されている製品が多いためペレットと俗称されることが多い。
長所は種子と違って皮が出ることがないので、片づけるのが簡単である。鳥が偏食を起こして栄養が偏ることがない。初心者でも扱いやすく、初めて鳥を飼う人にも使いやすい。
短所は流通している数が少なく、なかなか手に入らない。嘴が伸びすぎてしまう。舌を使わないためにインコ、オウム類にややストレス。幼鳥の時に慣れさせないと食べないことが多々あり。成鳥になった鳥にいきなり種子からフードに変えることは難しい。巣引きのときや雛の時、病気の時、普段では毎回違う餌にしないとならない。

## バードフードの有名ブランド

### ラウディブッシュ
- メンテナス（常用）
  - フレーク（小型鳥用）
  - ミニ（小型～中型用）
  - スモール（中型以上）
  - ミディアム（大型用）
  - ラージ（大型用）
- ハイエネルギー（雛用）
  - ミニ（小型～中型用）
  - ミディアム（大型用）
- ブリーダー（巣引き用）
  - ミニ（小型～中型用）
  - ミディアム（大型用）
- ローリーネクター（果実食鳥用）

### ケイティー
- エクザクトオーガニック（常用）
  - ケイティーエクザクトオーガニックパラキート&オカメインコ （中型）
  - ケイティーエクザクトオーガニックパロット&コニュア（大型）
- レインボー（着色）
  - ケイティーレインボーカナリア&フィンチ （カナリア&フィンチ用）
  - ケイティー　レインボー　パラキート　（小型用）
  - ケイティー　レインボー　オカメインコ　（中型用）

### ハーリー
- トロピカン（常用）
  - ハーリー　トロピカン　小鳥フード（小型用）
  - ハーリー　トロピカン　インコフード（中型用）
  - ハーリー　トロピカン　オウムフード（大型用）
  - ハーリー　トロピカン　大型インコ・オウムフード（大型用）